# Santiago (Putumayo)
Santiago è un comune della Colombia facente parte del dipartimento di Putumayo.
L'abitato venne fondato da Juan de Ampudia e Pedro de Añazco nel 1535, mentre l'istituzione del comune è del 7 dicembre 1989.